# Malvand
Malvand (persiska: ملوند) är en ort i Iran.   Den ligger i provinsen Khorasan, i den nordöstra delen av landet, 500 km öster om huvudstaden Teheran. Malvand ligger 884 meter över havet och antalet invånare är 884.
Terrängen runt Malvand är platt.Runt Malvand är det ganska glesbefolkat, med 29 invånare per kvadratkilometer. Malvand är det största samhället i trakten. Trakten runt Malvand är ofruktbar med lite eller ingen växtlighet.